# Hellraiser (álbum)
Hellraiser es el decimoquinto álbum de estudio de la banda suiza Krokus, publicado en 2006 por AFM.
El disco cuenta con buena parte de la alineación del álbum anterior: Rock the Block, salvo por la incorporación del batería Stefan Schwarzmann, conocido sobre todo por su participación en Accept, y Mandy Meyer, reemplazando al bajista-guitarrista Fernando von Arb, afectado de tendinitis en ese momento.
Hellraiser fue grabado a caballo entre Suiza y Alemania, y contó con la producción del músico estadounidense Dennis Ward (Pink Cream 69), junto al vocalista Marc Storace.

## Lista de canciones
1. "Hellraiser" (Marc Storace)
2. "Too Wired to Sleep" (Tony Castell, Storace)
3. "Hangman" (Dominique Favez, Storace)
4. "Angel of My Dreams" (Castell, Storace)
5. "Fight On" (Mandy Meyer, Storace)
6. "So Long" (Meyer, Storace)
7. "Spirit of the Night" (Meyer, Storace)
8. "Midnite Fantasy" (Storace)
9. "No Risk No Gain" (Favez, Storace)
10. "Turnin' Inside Out" (Meyer, Storace)
11. "Take My Love" (Favez, Storace)
12. "Justice" (Charly Preissel, Storace)
13. "Love Will Survive" (Favez, Castell, Storace)
14. "Rocks Off!" (Castell, Storace)

## Personal
- Marc Storace - voz
- Mandy Meyer - guitarra solista
- Dominique Favez - guitarra rítmica
- Tony Castell - bajo
- Stefan Schwarzmann - batería, percusión
- Dennis Ward - teclados